# 고사우 SG역
고사우 SG역(독일어: Bahnhof Gossau SG)은 스위스 장크트갈렌주의 고사우에 있는 역이다. 그것은 장크트갈렌-빈터투어선의 중간역이자, 줄겐-고사우의 종점과 1,000 mm 미터궤 고사우-바서라우엔선에 있다.

## 서비스
2020년 12월 시간표 변경에 따라 고사우 SG에서 다음 서비스가 정차한다.
- 인터시티 / 인터레기오 : 취리히 중앙역과 장크트갈렌 사이를 30분 간격으로 운행하고 제네바 공항과 쿠어까지 매시간 운행.
- 장크트갈렌 S-반 :
  - S1 : 빌과 샤프하우젠 사이에 장크트갈렌-빈터투어선을 통해 30분마다 운행되며, 장거리 운행을 보완한다.
  - S5 : 바인펠덴까지 줄겐–고사우선을 통해, 장크트갈렌 및 장크트마르그레텐까지 장크트갈렌–빈터투어선을 통해 운행.
  - S23 : 바서라우엔까지 고사우–바서라우엔선을 통해 30분 간격 운행.